# Тот, Матей
Матей Тот (словац. Matej Tóth, род. 10 февраля 1983 года) — словацкий легкоатлет, специализируется в спортивной ходьбе, олимпийский чемпион 2016 года и чемпион мира 2015 года, двукратный призёр чемпионатов Европы на дистанции 50 км. Участник четырёх Олимпийских игр (2004, 2008, 2012, 2016). Первый в истории Словакии призёр Олимпийских игр в лёгкой атлетике.

## Достижения
Участник Олимпийских игр 2004 года в заходе на 20 километров — 32-е место, на Олимпиаде в Пекине — 26-е — место на 20 километров, на Олимпийских играх 2012 года выступал в ходьбе на 50 километров — 7-е место.
В сезоне 2015 года выиграл соревнования Dudinska Patdesiatka — 3:34.38. Этот результат стал 3-м за всю историю, быстрее него эту дистанцию проходили Роберт Корженёвский и Денис Нижегородов. Также занял 2-е место в заходе на 20 километров на Podebrady Race Walk.
В 2006 году признан лучшим спортсменом Словакии.
В 2016 году признан спортсменом года в Словакии.